# Kowaliwka (obwód ługański)
Kowaliwka (ukr. Ковалівка) – wieś na Ukrainie, w obwodzie ługańskim, w rejonie swatowskim. W 2001 liczyła 434 mieszkańców, spośród których 416 posługiwało się językiem ukraińskim, 8 rosyjskim, 1 białoruskim, a 9 innym.